# UltraSPARC
UltraSPARC (ウルトラ・スパーク)は、 サン・マイクロシステムズによって開発され、テキサス・インスツルメンツによって製造されたマイクロプロセッサであり、1995年半ばに導入された。これは、64ビットSPARC V9命令セットアーキテクチャ（ISA）を実装したサンの最初のマイクロプロセッサだった。マーク・トレンブレーが共同マイクロアーキテクトだった。

## マイクロアーキテクチャ
UltraSPARCは、命令を順番に実行する (イン・オーダー実行) 4-issueスーパースカラーマイクロプロセッサである。 9段の整数パイプラインがある。

### 機能ユニット
実行ユニットは、より高いクロック周波数を実現するためにSuperSPARCに比べて単純化された。単純化の例は、クロック周波数の制限を回避するために、SuperSPARCとは異なりALUがカスケードされなかったことである。
整数レジスタファイルには、32個の64ビットエントリがある。 SPARC ISAは、UltraSPARCに8つあるレジスタ・ウィンドウを使用するため、実際のレジスタ数は144である。レジスタファイルには、7つの読み取りポートと3つの書き込みポートがある。整数レジスタファイルは、2つの算術論理演算ユニットとロード/ストアユニットにレジスタを提供しする。 2つのALUは、算術、論理、およびシフト命令の両方を実行できるが、乗算および除算命令を実行できるのは1つだけである。
浮動小数点ユニットは、5つの機能ユニットで構成されている。 1つは浮動小数点の加算と減算、1つは乗算、1つは除算、平方根を実行する。 2つのユニットは、ビジュアル命令セット（VIS）で定義されたSIMD命令を実行するためのものである。浮動小数点レジスタファイルには、32個の64ビットレジスタが含まれている。 5つの読み取りポートと3つの書き込みポートがある。

### キャッシュ
UltraSPARCには、プライマリとセカンダリの2つのレベルのキャッシュがある。 2つのプライマリキャッシュがある。1つは命令用、もう1つはデータ用である。どちらも16KBの容量がある。
UltraSPARCには、外部2次キャッシュが必須だった。これは512KBから4MBの容量のダイレクトマップ方式のユニファイドキャッシュで、1サイクルでデータを返すことができる。この外部キャッシュは、比率がサポートされていないため、マイクロプロセッサと同じクロック周波数のシンクロナスSRAMで実装される。データバスを介してアクセスする。

## 製作
UltraSPARCには380万個のトランジスタが含まれていた。これは、テキサス・インスツルメンツのEPIC-3プロセス、つまり4層メタル配線を使用した0.5μmのCMOSプロセスで製造された。 UltraSPARCは、テキサス・インスツルメンツが0.5μmプロセスにうまくスケーリングできず、パフォーマンスの向上がほとんどないと主張したため、BiCMOSプロセスで製造されなかった。このプロセスは、テキサス・インスツルメンツのMVPデジタルシグナルプロセッサ（DSP）で完成したが、メタル層が4層ではなく3層だったり、フィーチャーサイズが0.55μmだったりと、いくつかの機能が欠落していた。これはUltraSPARCの製造に使用される前のことで SuperSPARC で直面した製造上の問題を繰り返さないようにするためのものだった。

## パッケージ
UltraSPARCは、521接点のプラスチックボールグリッドアレイ（PBGA）にパッケージ化されている。

## 関連するプロセッサ
- SuperSPARC
- UltraSPARC II
- UltraSPARC III
- UltraSPARC IV